# آرثر ليزلي كاميرون
آرثر ليزلي كاميرون هو سياسي كندي، ولد في 6 مايو 1856 في مالاهيد في كندا، وتوفي في 22 يناير 1940 في فيكتوريا في كندا. انتخب عمدة كالغاري ‏.